# Comuna de Miejsce Piastowe

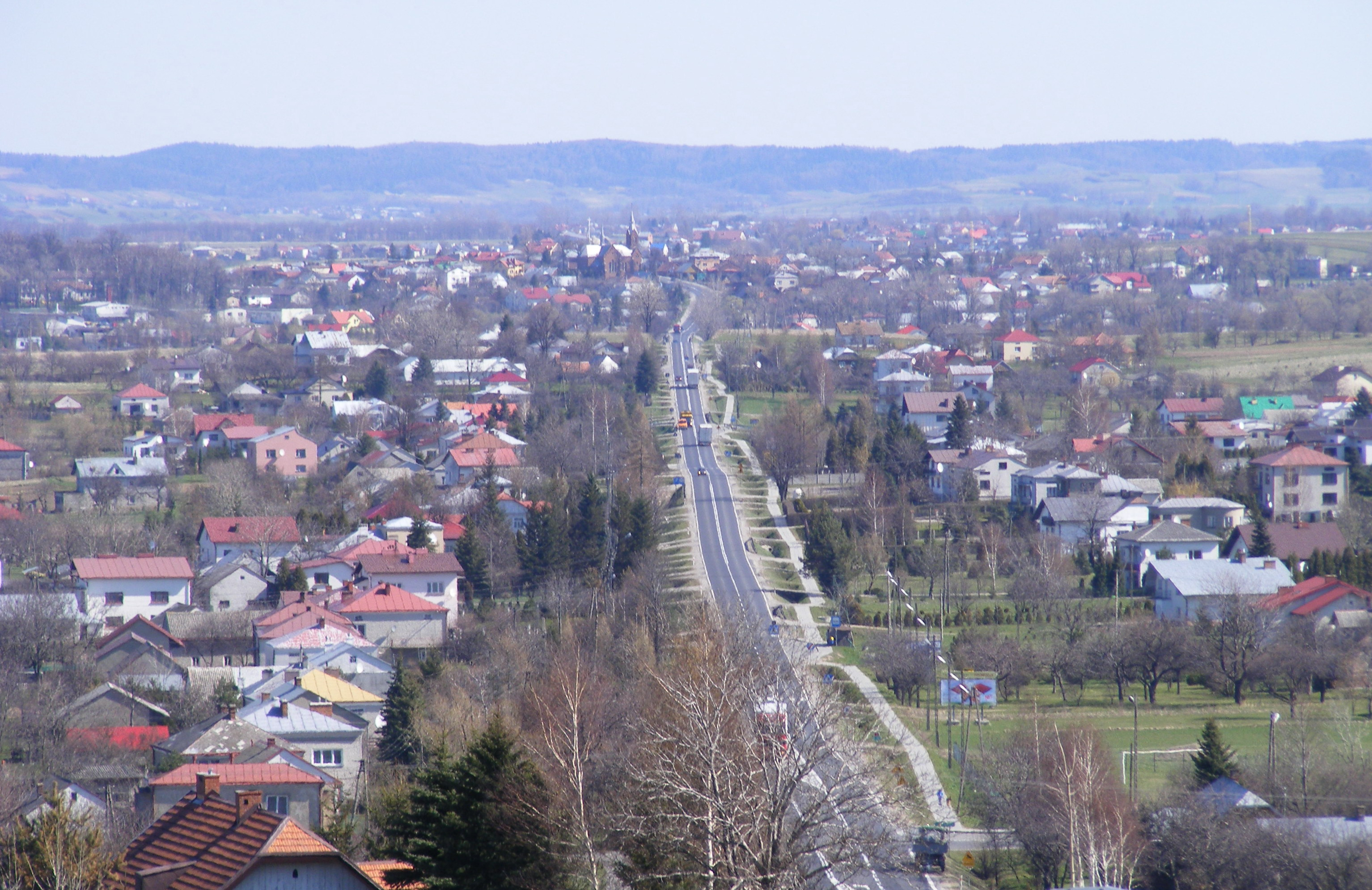
Comuna de Miejsce Piastowe

Miejsce Piastowe (em polonês/polaco: Gmina Miejsce Piastowe) é uma comuna) na Polônia, na voivodia de Subcarpácia e no condado de Krosno. A sede do condado é a cidade de Miejsce Piastowe.
De acordo com os censos de 2004, a comuna tem 13 385 habitantes, com uma densidade 260,1 hab/km².

## Área
Estende-se por uma área de 51,46 km², incluindo:
- área agricola: 81%
- área florestal: 7%

## Demografia
Dados de 30 de Junho 2004:
|                      | Total   | Total | Mulheres | Mulheres | Homens  | Homens |
| -------------------- | ------- | ----- | -------- | -------- | ------- | ------ |
|                      | pessoas | %     | pessoas  | %        | pessoas | %      |
| População            | 13 385  | 100   | 6900     | 51,6     | 6485    | 48,4   |
| Densidade (pop./km²) | 260,1   | 100   | 134,1    | 134,1    | 126     | 126    |

De acordo com dados de 2002, o rendimento médio per capita ascendia a 1331,35 zł.

## Subdivisões
- Głowienka, Łężany, Miejsce Piastowe, Niżna Łąka, Rogi, Targowiska, Widacz, Wrocanka, Zalesie.

## Comunas vizinhas
- Chorkówka, Dukla, Haczów, Iwonicz-Zdrój, Krosno, Krościenko Wyżne, Rymanów